# 바젤란트주
바젤란트주(독일어: Basel-Land 또는 Basel-Landschaft)는 스위스 북부에 있는 주이다.

## 개요
스위스 서북부, 쥐라산맥 기슭에 위치하며, 독일·프랑스와 국경을 접한다. 1501년 바젤주로 연방에 가입했지만 농촌과 도시 지역의 대립으로 인해 1833년 농촌 지역은 바젤란트 주로, 바젤시를 중심으로 한 도시 지역은 바젤슈타트주로 된 반주(半州) 형태로 분리되었다. 1999년 반주 제도는 폐지되어 두 주는 동등한 지위의 스위스 연방 구성주가 되었다.
농업으로는 낙농·목축·과수 재배를 하며, 20세기 이후 공업이 크게 발달하였다. 바젤 시와 독일·프랑스를 연결하는 산업 지대에 속한다.